# Aozora (canción)
«Aozora» (青 空 Cielo Azul?) es el octavo sencillo de la banda japonesa The Blue Hearts. La canción fue vuelta a cortar a partir del tercer álbum del grupo "Train-Train". Esta canción fue escrita en oposición al apartheid. Mashima, dijo que la letra real es Aoi Sora. "Heisei no Blues" (平成 の ブルース), el B-side, no estuvo en el álbum Train-Train.
La canción tuvo un cover por Miwa en 2010, para utilizarlo como el tema final de la adaptación de la película animada de la novela de Eto Mori Colorful.